# Șanțul cingular

Faţa medială a emisferei cerebrale.

Șanțul cingular (Sulcus cinguli), sau scizura calosomarginală, fisura calosomarginală, șanțul calosomarginal (Sulcus callosomarginalis) este un șanț (fisură) lung, de formă neregulată pe fața medială a emisferului cerebral, care separă girusul cingular aflat mai jos de girusul frontal medial și lobulul paracentral care se află mai sus. Porțiunea anterioară este numită partea subfrontală (Pars subfrontalis); partea posterioara, care se curbează în sus spre marginea superomedială a emisferului și mărginește posterior lobulul paracentral este numită ramura marginală (Ramus marginalis) sau șanțul marginal (Sulcus marginalis), și separă precuneusul de lobulul paracentral.
Șanțul cingular este paralel cu fața convexă superioară a corpului calos, de care este separat prin girusul cingular, și are forma unui S cursiv foarte alungit. Acesta începe sub rostrul corpului calos, se îndreptă inițial anterior, apoi se reflectă în jurul genunchiului și trunchiului corpului calos, și se îndreaptă posterior până la partea posterioară a trunchiului corpului calos. La acest nivel, el se curbează sub un unghi obtuz, și se îndreptă în sus și înapoi (formând ramura marginală), spre marginea superioară a emisferei, pe care o intersectează la aproximativ 4 cm posterior de mijlocul acesteia și de șanțul central și produce adesea pe ea o crestătură, vizibilă pe fața externă a emisferei, care este situată imediat posterior de girusul postcentral.
În partea sa anterioară convexă, șanțul cingular separă girusul cingular de girusul frontal medial. În partea sa posterioară ascendentă (șanțul marginal) el separă precuneusul de lobulul paracentral. De la convexitatea șanțului cingular, se nasc un număr mai mult sau mai puțin considerabil de incizuri, care radiază pe fața internă a lobului frontal.